# 몰도바 축구 국가대표팀

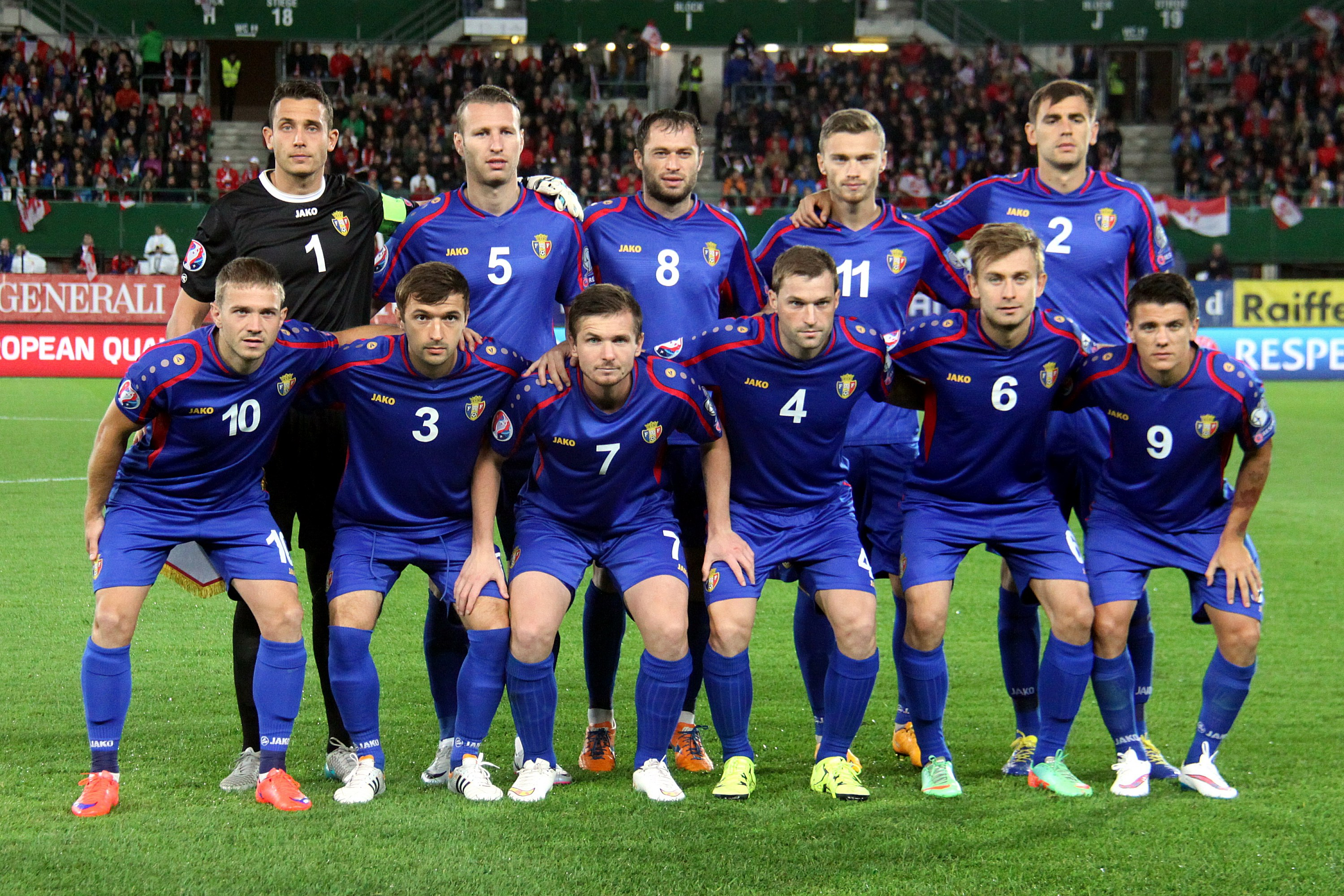
몰도바 축구 국가대표팀 (2015)

몰도바 축구 국가대표팀(루마니아어: Echipa națională de fotbal a Moldove)은 몰도바를 대표하는 축구 국가대표팀으로 몰도바 축구 협회에서 운영하고 있다. 현재까지도 안도라, 산마리노, 리히텐슈타인 등과 함께 유럽 축구 약체로 평가받고 있는 팀들 중 하나로 소비에트 연방이 해체된 후 1991년 7월 2일에 조지아를 상대로 첫 국가대표팀 경기를 치렀으며 현재 스타디오눌 짐브루를 홈 구장으로 사용하고 있다.

## 국제 대회 경력

### FIFA 월드컵
월드컵 본선 경험은 전무하며 2014년 FIFA 월드컵 유럽 지역 예선 H조 10경기에서 3승 2무 5패로 역대 월드컵 지역 예선에서 가장 괜찮은 성적을 거두었다. 이 과정에서 산마리노를 상대로 2연승을 거두었고 최종전에서 몬테네그로를 5-2로 대파하는 이변을 일으켰다.

### UEFA 유럽 축구 선수권 대회
유로 대회 본선 경험도 전무한 상태이나 UEFA 유로 2008 예선에서 3승 3무 6패를 기록하며 유로 대회 예선에서 그나마 가장 괜찮은 성적을 거두었으며 이 과정에서 보스니아 헤르체고비나, 몰타, 헝가리를 상대로 승리했다. 그러나 UEFA 유로 2020 예선 H조 7차전에서 안도라에 0-1로 패하면서 유로 대회 예선 56연패 탈출의 희생양이 되는 등 10경기에서 1승 9패·조 최하위라는 처참한 성적에 그쳤다.

### UEFA 네이션스리그

#### 2018-19 리그 D
첫 시즌 리그 D에 배정받은 몰도바는 첫 경기에서 룩셈부르크에 0-4로 대패했고 벨라루스와의 2차전에서는 0-0으로 비겼으며 산마리노와의 3차전에서는 2-0으로 승리했다. 벨라루스와의 4차전에서는 역시 0-0으로 비겼고 산마리노와의 5차전에서는 1-0으로 승리했으며 룩셈부르크와의 최종전에서 1-1로 비기면서 2승 3무 1패·2조 3위로 차기 시즌 리그 C 승격을 확정지었다.

#### 2020-21 리그 C
2020-21 시즌 리그 C에서 슬로베니아, 그리스, 코소보를 상대로 3조 조별리그 6경기에서 1무 5패·조 최하위에 그치며 강등 플레이아웃으로 밀려났고 카자흐스탄과의 플레이아웃에서도 1·2차전 합계 2-2 무승부를 기록한 후 승부차기에서 4-5로 패하며 승격 1시즌만에 리그 D로 강등되는 수모를 당했다.

## FIFA 월드컵 (본선)
| 년도   | 결과             | 순위             | 경기             | 승               | 무*              | 패               | 득점             | 실점             | 승점             |
| ------ | ---------------- | ---------------- | ---------------- | ---------------- | ---------------- | ---------------- | ---------------- | ---------------- | ---------------- |
| 1930년 | 루마니아로 참가  | 루마니아로 참가  | 루마니아로 참가  | 루마니아로 참가  | 루마니아로 참가  | 루마니아로 참가  | 루마니아로 참가  | 루마니아로 참가  | 루마니아로 참가  |
| 1934년 | 루마니아로 참가  | 루마니아로 참가  | 루마니아로 참가  | 루마니아로 참가  | 루마니아로 참가  | 루마니아로 참가  | 루마니아로 참가  | 루마니아로 참가  | 루마니아로 참가  |
| 1938년 | 루마니아로 참가  | 루마니아로 참가  | 루마니아로 참가  | 루마니아로 참가  | 루마니아로 참가  | 루마니아로 참가  | 루마니아로 참가  | 루마니아로 참가  | 루마니아로 참가  |
| 1950년 | 소련에 강제 병합 | 소련에 강제 병합 | 소련에 강제 병합 | 소련에 강제 병합 | 소련에 강제 병합 | 소련에 강제 병합 | 소련에 강제 병합 | 소련에 강제 병합 | 소련에 강제 병합 |
| 1954년 | 소련에 강제 병합 | 소련에 강제 병합 | 소련에 강제 병합 | 소련에 강제 병합 | 소련에 강제 병합 | 소련에 강제 병합 | 소련에 강제 병합 | 소련에 강제 병합 | 소련에 강제 병합 |
| 1958년 | 소련에 강제 병합 | 소련에 강제 병합 | 소련에 강제 병합 | 소련에 강제 병합 | 소련에 강제 병합 | 소련에 강제 병합 | 소련에 강제 병합 | 소련에 강제 병합 | 소련에 강제 병합 |
| 1962년 | 소련에 강제 병합 | 소련에 강제 병합 | 소련에 강제 병합 | 소련에 강제 병합 | 소련에 강제 병합 | 소련에 강제 병합 | 소련에 강제 병합 | 소련에 강제 병합 | 소련에 강제 병합 |
| 1966년 | 소련에 강제 병합 | 소련에 강제 병합 | 소련에 강제 병합 | 소련에 강제 병합 | 소련에 강제 병합 | 소련에 강제 병합 | 소련에 강제 병합 | 소련에 강제 병합 | 소련에 강제 병합 |
| 1970년 | 소련에 강제 병합 | 소련에 강제 병합 | 소련에 강제 병합 | 소련에 강제 병합 | 소련에 강제 병합 | 소련에 강제 병합 | 소련에 강제 병합 | 소련에 강제 병합 | 소련에 강제 병합 |
| 1974년 | 소련에 강제 병합 | 소련에 강제 병합 | 소련에 강제 병합 | 소련에 강제 병합 | 소련에 강제 병합 | 소련에 강제 병합 | 소련에 강제 병합 | 소련에 강제 병합 | 소련에 강제 병합 |
| 1978년 | 소련에 강제 병합 | 소련에 강제 병합 | 소련에 강제 병합 | 소련에 강제 병합 | 소련에 강제 병합 | 소련에 강제 병합 | 소련에 강제 병합 | 소련에 강제 병합 | 소련에 강제 병합 |
| 1982년 | 소련에 강제 병합 | 소련에 강제 병합 | 소련에 강제 병합 | 소련에 강제 병합 | 소련에 강제 병합 | 소련에 강제 병합 | 소련에 강제 병합 | 소련에 강제 병합 | 소련에 강제 병합 |
| 1986년 | 소련에 강제 병합 | 소련에 강제 병합 | 소련에 강제 병합 | 소련에 강제 병합 | 소련에 강제 병합 | 소련에 강제 병합 | 소련에 강제 병합 | 소련에 강제 병합 | 소련에 강제 병합 |
| 1990년 | 소련에 강제 병합 | 소련에 강제 병합 | 소련에 강제 병합 | 소련에 강제 병합 | 소련에 강제 병합 | 소련에 강제 병합 | 소련에 강제 병합 | 소련에 강제 병합 | 소련에 강제 병합 |
| 1994년 | 없음             | 없음             | 없음             | 없음             | 없음             | 없음             | 없음             | 없음             | 없음             |
| 1998년 | 예선 탈락        | 예선 탈락        | 예선 탈락        | 예선 탈락        | 예선 탈락        | 예선 탈락        | 예선 탈락        | 예선 탈락        | 예선 탈락        |
| 2002년 | 예선 탈락        | 예선 탈락        | 예선 탈락        | 예선 탈락        | 예선 탈락        | 예선 탈락        | 예선 탈락        | 예선 탈락        | 예선 탈락        |
| 2006년 | 예선 탈락        | 예선 탈락        | 예선 탈락        | 예선 탈락        | 예선 탈락        | 예선 탈락        | 예선 탈락        | 예선 탈락        | 예선 탈락        |
| 2010년 | 예선 탈락        | 예선 탈락        | 예선 탈락        | 예선 탈락        | 예선 탈락        | 예선 탈락        | 예선 탈락        | 예선 탈락        | 예선 탈락        |
| 2014년 | 예선 탈락        | 예선 탈락        | 예선 탈락        | 예선 탈락        | 예선 탈락        | 예선 탈락        | 예선 탈락        | 예선 탈락        | 예선 탈락        |
| 2018년 | 예선 탈락        | 예선 탈락        | 예선 탈락        | 예선 탈락        | 예선 탈락        | 예선 탈락        | 예선 탈락        | 예선 탈락        | 예선 탈락        |
| 2022년 | 예선 탈락        | 예선 탈락        | 예선 탈락        | 예선 탈락        | 예선 탈락        | 예선 탈락        | 예선 탈락        | 예선 탈락        | 예선 탈락        |
| 합계   |                  |                  |                  |                  |                  |                  |                  |                  |                  |

## FIFA 월드컵 (예선)
| 1930년 | 루마니아로 참가                           | 루마니아로 참가                           | 루마니아로 참가                           | 루마니아로 참가                           | 루마니아로 참가                           | 루마니아로 참가                           | 루마니아로 참가                           |                                           |                                           |
| 1934년 | 루마니아로 참가                           | 루마니아로 참가                           | 루마니아로 참가                           | 루마니아로 참가                           | 루마니아로 참가                           | 루마니아로 참가                           | 루마니아로 참가                           |                                           |                                           |
| 1938년 | 루마니아로 참가                           | 루마니아로 참가                           | 루마니아로 참가                           | 루마니아로 참가                           | 루마니아로 참가                           | 루마니아로 참가                           | 루마니아로 참가                           |                                           |                                           |
| 1950년 | 소련에 강제병합                           | 소련에 강제병합                           | 소련에 강제병합                           | 소련에 강제병합                           | 소련에 강제병합                           | 소련에 강제병합                           | 소련에 강제병합                           |                                           |                                           |
| 1954년 | 소련에 강제병합                           | 소련에 강제병합                           | 소련에 강제병합                           | 소련에 강제병합                           | 소련에 강제병합                           | 소련에 강제병합                           | 소련에 강제병합                           |                                           |                                           |
| 1958년 | 소련에 강제병합                           | 소련에 강제병합                           | 소련에 강제병합                           | 소련에 강제병합                           | 소련에 강제병합                           | 소련에 강제병합                           | 소련에 강제병합                           |                                           |                                           |
| 1962년 | 소련에 강제병합                           | 소련에 강제병합                           | 소련에 강제병합                           | 소련에 강제병합                           | 소련에 강제병합                           | 소련에 강제병합                           | 소련에 강제병합                           |                                           |                                           |
| 1966년 | 소련에 강제병합                           | 소련에 강제병합                           | 소련에 강제병합                           | 소련에 강제병합                           | 소련에 강제병합                           | 소련에 강제병합                           | 소련에 강제병합                           |                                           |                                           |
| 1970년 | 소련에 강제병합                           | 소련에 강제병합                           | 소련에 강제병합                           | 소련에 강제병합                           | 소련에 강제병합                           | 소련에 강제병합                           | 소련에 강제병합                           |                                           |                                           |
| 1974년 | 소련에 강제병합                           | 소련에 강제병합                           | 소련에 강제병합                           | 소련에 강제병합                           | 소련에 강제병합                           | 소련에 강제병합                           | 소련에 강제병합                           |                                           |                                           |
| 1978년 | 소련에 강제병합                           | 소련에 강제병합                           | 소련에 강제병합                           | 소련에 강제병합                           | 소련에 강제병합                           | 소련에 강제병합                           | 소련에 강제병합                           |                                           |                                           |
| 1982년 | 소련에 강제병합                           | 소련에 강제병합                           | 소련에 강제병합                           | 소련에 강제병합                           | 소련에 강제병합                           | 소련에 강제병합                           | 소련에 강제병합                           |                                           |                                           |
| 1986년 | 소련에 강제병합                           | 소련에 강제병합                           | 소련에 강제병합                           | 소련에 강제병합                           | 소련에 강제병합                           | 소련에 강제병합                           | 소련에 강제병합                           |                                           |                                           |
| 1990년 | 소련에 강제병합                           | 소련에 강제병합                           | 소련에 강제병합                           | 소련에 강제병합                           | 소련에 강제병합                           | 소련에 강제병합                           | 소련에 강제병합                           |                                           |                                           |
| 1994년 | 없음                                      | 없음                                      | 없음                                      | 없음                                      | 없음                                      | 없음                                      | 없음                                      |                                           |                                           |
| 1998년 | 8                                         | 0                                         | 0                                         | 8                                         | 2                                         | 21                                        | 0                                         |                                           |                                           |
| 2002년 | 10                                        | 1                                         | 3                                         | 6                                         | 6                                         | 20                                        | 6                                         |                                           |                                           |
| 2006년 | 10                                        | 1                                         | 2                                         | 7                                         | 5                                         | 16                                        | 5                                         |                                           |                                           |
| 2010년 | 10                                        | 0                                         | 3                                         | 7                                         | 6                                         | 18                                        | 3                                         |                                           |                                           |
| 2014년 | 10                                        | 3                                         | 2                                         | 5                                         | 12                                        | 17                                        | 11                                        |                                           |                                           |
| 2018년 | 10                                        | 0                                         | 2                                         | 8                                         | 4                                         | 23                                        | 2                                         |                                           |                                           |
| 2022년 | 10                                        | 0                                         | 1                                         | 9                                         | 5                                         | 30                                        | 1                                         |                                           |                                           |
| 합계   | 68                                        | 5                                         | 13                                        | 50                                        | 40                                        | 145                                       | 28                                        |                                           |                                           |
| 순위   | 월드컵 예선 승점 순위 : 156위 (유럽 49위) | 월드컵 예선 승점 순위 : 156위 (유럽 49위) | 월드컵 예선 승점 순위 : 156위 (유럽 49위) | 월드컵 예선 승점 순위 : 156위 (유럽 49위) | 월드컵 예선 승점 순위 : 156위 (유럽 49위) | 월드컵 예선 승점 순위 : 156위 (유럽 49위) | 월드컵 예선 승점 순위 : 156위 (유럽 49위) | 월드컵 예선 승점 순위 : 156위 (유럽 49위) | 월드컵 예선 승점 순위 : 156위 (유럽 49위) |

## UEFA 유럽 축구 선수권 대회
- 1960년 ~ 1992년 : 소련에 강제병합
- 1996년 ~ 2020년 : 예선 탈락

### UEFA 유럽 축구 선수권 대회 (예선)
| 1960년 | 소련에 강제 병합           | 소련에 강제 병합           | 소련에 강제 병합           | 소련에 강제 병합           | 소련에 강제 병합           | 소련에 강제 병합           | 소련에 강제 병합           |                            |                            |
| 1964년 | 소련에 강제 병합           | 소련에 강제 병합           | 소련에 강제 병합           | 소련에 강제 병합           | 소련에 강제 병합           | 소련에 강제 병합           | 소련에 강제 병합           |                            |                            |
| 1968년 | 소련에 강제 병합           | 소련에 강제 병합           | 소련에 강제 병합           | 소련에 강제 병합           | 소련에 강제 병합           | 소련에 강제 병합           | 소련에 강제 병합           |                            |                            |
| 1972년 | 소련에 강제 병합           | 소련에 강제 병합           | 소련에 강제 병합           | 소련에 강제 병합           | 소련에 강제 병합           | 소련에 강제 병합           | 소련에 강제 병합           |                            |                            |
| 1976년 | 소련에 강제 병합           | 소련에 강제 병합           | 소련에 강제 병합           | 소련에 강제 병합           | 소련에 강제 병합           | 소련에 강제 병합           | 소련에 강제 병합           |                            |                            |
| 1980년 | 소련에 강제 병합           | 소련에 강제 병합           | 소련에 강제 병합           | 소련에 강제 병합           | 소련에 강제 병합           | 소련에 강제 병합           | 소련에 강제 병합           |                            |                            |
| 1984년 | 소련에 강제 병합           | 소련에 강제 병합           | 소련에 강제 병합           | 소련에 강제 병합           | 소련에 강제 병합           | 소련에 강제 병합           | 소련에 강제 병합           |                            |                            |
| 1988년 | 소련에 강제 병합           | 소련에 강제 병합           | 소련에 강제 병합           | 소련에 강제 병합           | 소련에 강제 병합           | 소련에 강제 병합           | 소련에 강제 병합           |                            |                            |
| 1992년 | 소련에 강제 병합           | 소련에 강제 병합           | 소련에 강제 병합           | 소련에 강제 병합           | 소련에 강제 병합           | 소련에 강제 병합           | 소련에 강제 병합           |                            |                            |
| 1996년 | 10                         | 3                          | 0                          | 7                          | 11                         | 27                         | 9                          |                            |                            |
| 2000년 | 8                          | 0                          | 4                          | 4                          | 7                          | 17                         | 4                          |                            |                            |
| 2004년 | 8                          | 2                          | 0                          | 6                          | 5                          | 19                         | 6                          |                            |                            |
| 2008년 | 12                         | 3                          | 3                          | 6                          | 12                         | 19                         | 12                         |                            |                            |
| 2012년 | 10                         | 3                          | 0                          | 7                          | 12                         | 16                         | 9                          |                            |                            |
| 2016년 | 10                         | 0                          | 2                          | 8                          | 4                          | 16                         | 2                          |                            |                            |
| 2020년 | 10                         | 1                          | 0                          | 9                          | 4                          | 26                         | 3                          |                            |                            |
| 합계   | 68                         | 12                         | 9                          | 47                         | 55                         | 140                        | 45                         |                            |                            |
| 순위   | 유로 예선 승점 순위 : 45위 | 유로 예선 승점 순위 : 45위 | 유로 예선 승점 순위 : 45위 | 유로 예선 승점 순위 : 45위 | 유로 예선 승점 순위 : 45위 | 유로 예선 승점 순위 : 45위 | 유로 예선 승점 순위 : 45위 | 유로 예선 승점 순위 : 45위 | 유로 예선 승점 순위 : 45위 |

## 주목할 만한 선수
- 알렉산드루 에푸레아누
- 이고르 아르마슈
- 알렉산드루 가츠칸
- 바딤 라처
- 비르질리우 포스톨라키
- 올레그 레브치우크
- 아르투르 이오니처
- 커털린 카르프

## 역대 감독
| 감독                | 임기        |
| ------------------- | ----------- |
| 이고리 도브로볼스키 | 2007 ~ 2009 |
| 이고리 도브로볼스키 | 2016 ~ 2017 |